# دهستان بیاض
دهستان بیاض، یکی از دهستان‌های بخش مرکزی شهرستان انار در استان کرمان ایران است.

## جمعیت
براساس سرشماری مرکز آمار ایران در سال ۱۳۸۵، جمعیت آن ۸،۳۲۵ نفر (۲۰۲۶ خانوار) بوده‌است.